# Argot polytechnicien

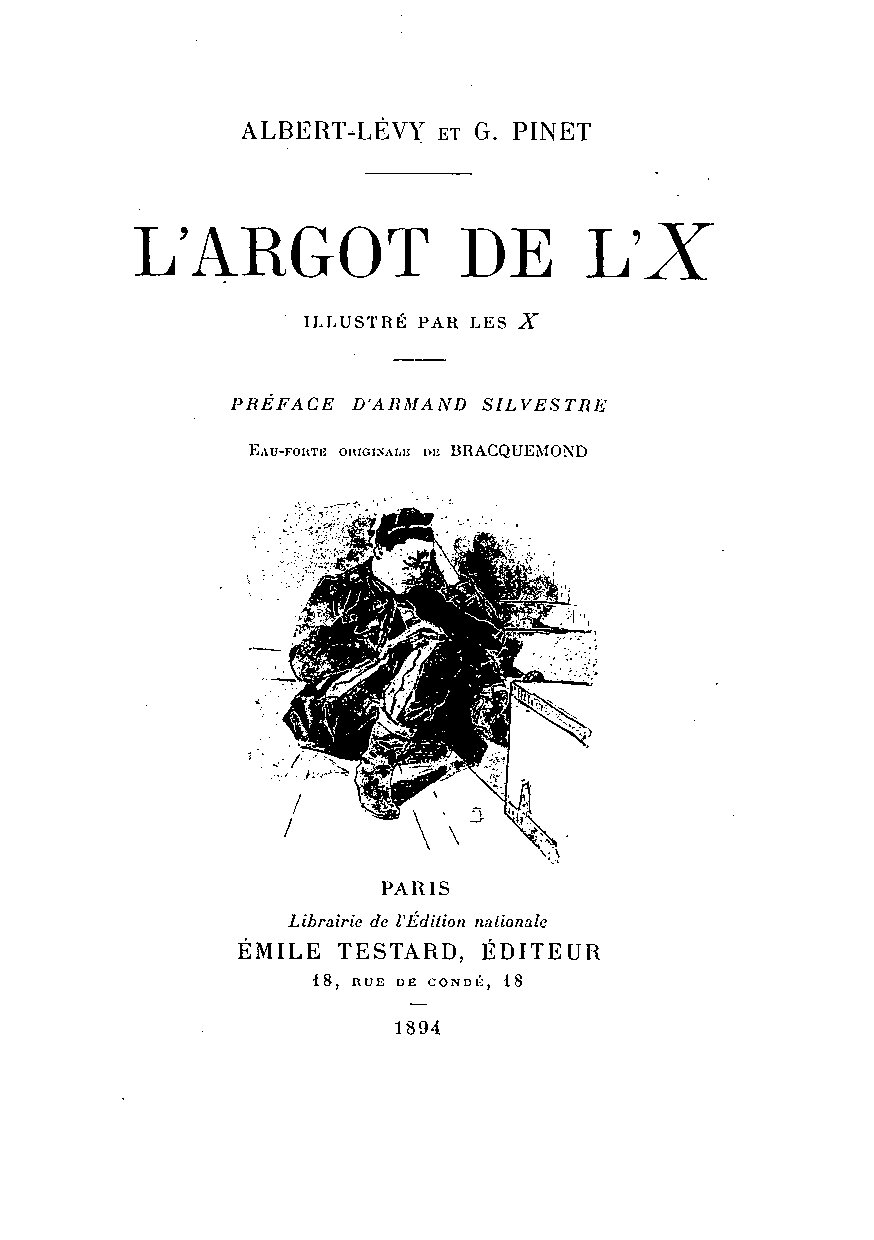
Couverture de L'argot de l'X illustré par les X (1894), eau-forte originale de Bracquemond.

L'argot polytechnicien ou argot de l'X désigne le jargon spécifique à ceux qui vivent ou ont vécu à l'École polytechnique, en particulier les élèves, anciens élèves et professeurs.

## Histoire
L'École polytechnique est créée en 1794, mais les traditions — et l'argot associé — ne se développent vraiment qu'à compter du Second Empire. L'une des premières sources écrites concernant l'argot polytechnicien est L'argot de l'X, ouvrage publié en 1894, dû à 2 auteurs polytechniciens : Albert Lévy, de la promotion 1863, et Gaston Pinet, de la promotion 1864.

## Procédés courants

### Échange des suffixes -al et -aux
Ce procédé, existant déjà en 1894, consiste à singer la règle du pluriel des mots en -al. Ainsi, un mot se terminant par le son /al/ verra sa terminaison remplacée par le son /o/, et inversement. Par exemple « plateau » devient platal, pour désigner le campus de l'École sur le plateau de Saclay à Palaiseau. Dans le même ordre d’idée, un nom se terminant par le son /-al/ et dont le pluriel est régulier verra celui-ci changé en -aux : on dit par exemple « un crotale » mais des crotaux — au lieu du pluriel régulier « crotales » — pour désigner un chef de salle à l'École polytechnique,, sans pour autant que le singulier soit changé en crotal. Ce procédé est aussi utilisé au lycée militaire de Saint-Cyr.

### Apocope
L'apocope consiste à supprimer des phonèmes en fin de mot. Ce procédé souvent utilisé en français l'est aussi dans l'argot polytechnicien. Ainsi, L'argot de l'X (1894), cite entre autres, car ils sont assez nombreux, les mots coeff, exam et labo désignant respectivement le coefficient (d’une matière au concours d’entrée ou à un examen), les examens et laboratoires de l'École. Ces mots font désormais partie du langage courant.

### Aphérèse
L'aphérèse consiste à supprimer des phonèmes en début de mot. Ce procédé peu courant en français est en revanche souvent employé dans l'argot polytechnicien. Ainsi, commissaire, capitaine et cabinet ont donné respectivement missaire, pitaine et binet. Certains mots subissent à la fois une apocope et une aphérèse, comme administration qui devient strass.

### Spécialisation orthographique
Au cours de l'histoire, certains mots ont connu plusieurs orthographes. La tendance est à l'ajout d'accents circonflexes (Platal devient Platâl), le remplacement du son /kɑ/ par un K (Poincaré devient point K) et l'emploi d'une orthographe alternative (jaune et rouge deviennent respectivement jône et rôuje). Ainsi, commiss (déjà abréviation de commission) s'est transformée en khomiss puis en khômiss et la caisse est désormais appelée kès.

## Origine des mots

### Langues étrangères
Au XIXe siècle déjà, des élèves étrangers étaient présents à l'École. C'est pourquoi l'argot polytechnicien trouve aussi sa source dans de nombreuses langues étrangères. Ainsi, schiksaler, tirer au sort, vient de l'allemand Schicksal, « destin ». Le polonais żubr (Bison d'Europe) a donné zoubr qui désignait un cheval en argot polytechnicien, probablement parce que c’est zèbre qui a initialement fait cet office.

### Mathématiques
École d'ingénieur, Polytechnique a pris de nombreux mots de son argot dans le langage mathématique. Ainsi, l'épée portée par les polytechniciens est appelée « tangente » et nabla (du nom de l'opérateur différentiel) désigne un objet quelconque.

### Militaire
L'École polytechnique a aussi la particularité d'être sous statut militaire. De cette proximité avec l'armée, résulte un échange de vocabulaire entre les argots militaires, polytechniciens et saint-cyriens. Ainsi, la « frégate » a désigné à une époque le bicorne des élèves, tandis que conscrit — personne appelée au service militaire — fait référence dans l'argot de l'X à un élève de première année.

### Administratif
L'École polytechnique ouvre également vers les carrières des grands corps administratif de l'État français. Dans l'argot des élèves de l'École polytechnique, les « corpsards » désignent ainsi les anciens élèves qui ont choisi de devenir des hauts fonctionnaires des grands corps techniques. La « botte », désigne les élèves ayant le meilleur classement, susceptibles d'intégrer un corps prestigieux. Dans le même ordre d’idée, la « pantoufle » caractérise « le renoncement à toute carrière de l'État, c’est-à-dire la démission » ; ainsi, on peut dire d'un haut fonctionnaire qu'il est en train de « pantoufler », lorsqu'il rejoint une entreprise privée : cette expression s'est généralisée aux fonctionnaires non-polytechniciens.

### Noms propres
Certains termes utilisés proviennent des noms de personnes ayant encadré les élèves ou d'élèves eux-mêmes comme : berzé pour « montre » ou « horloge », du savant Jöns Jacob Berzelius qui était venu en visite à l'École vers 1819 ; gigon pour « supplément » car l'élève Gigon avait l’habitude de faire plus qu'on ne lui demandait ; ou merca pour « lumière », du nom de Monsieur Mercadier, directeur des études, qui a fait installer des lampes à incandescence dans divers lieux de l'École.

## Influence
Certains mots de l'argot polytechnicien sont rentrés dans le langage courant comme sécher ou « être sec », laïus, bafouiller, binôme ou encore l'abréviation qq pour « quelque ».

## Exemples
Au fil des années s'est développé à l’École un argot dont voici quelques exemples :
| Argot    | Signification                                      | Origine |
| -------- | -------------------------------------------------- | --- |
| Casert   | Logement des élèves                                | Casernement |
| Cocon    | Élève de l'X d'une même promotion (désuet)         | Co-conscrit, en référence à « conscrit », cf. ci-après |
| Conscrit | Élève de l'X de première année                     | En référence à la conscription militaire |
| Carva    | Site de l'ancienne École, à Paris                  | Apocope de Carvallo (X1877), directeur des études de l’École de 1909 à 1920 |
| Klub     | Les cinquante derniers du classement de sortie     | Association des 50 derniers de la promotion d’après le classement établi par les évaluations classantes. |
| Magnan   | Restaurant des élèves mais au départ : l'intendant | Une magnanerie est un lieu d'élevage des vers à soie, donc des cocons, c'est-à-dire des élèves de l'X, cf. définition de « cocon » ci-avant. Il est néanmoins plus probable qu'en réalité Magnan tire initialement son nom de Jacques François Lemeignan, qui fut au XIXe siècle préposé aux vivres de l'intendance de l'École ; la théorie des cocons aurait cependant alors tout à fait pu stimuler l'adoption de ce nom, ou expliquer son orthographe. Une autre explication attribue l'origine à Fernand Magnan, (\|X1876), « amateur de bonne chère » et sans doute commissaire. |
| Portier  | 50e en partant de la fin du classement de sortie   | Premier (ou dernier selon le sens) du Klub |
| Tangente | Épée du polytechnicien                             | L'épée doit se porter « tangente à la bande » du pantalon (vue de face), ainsi qu'à la courbe des fesses, au « point Q » (vue de profil) |